# Billy McGimsie

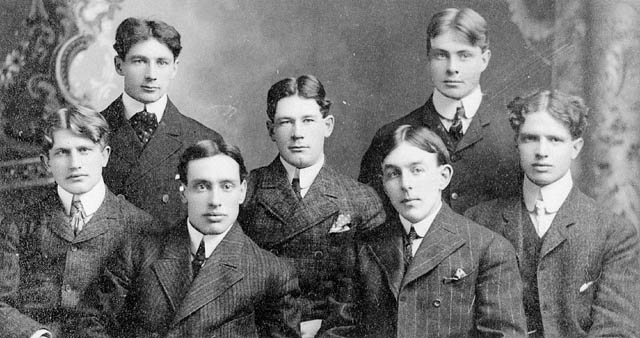
Billy McGimsie, längst till vänster, med Kenora Thistles cirka 1905–1906.

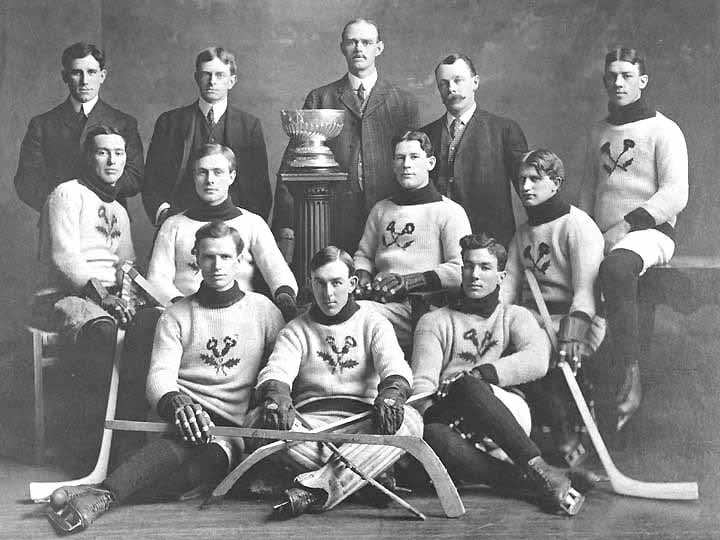
Billy McGimsie, tvåa från höger, med Kenora Thistles och Stanley Cup 1907.

William George McGimsie, född 7 juni 1880 i Woodville, Ontario, död 28 oktober 1968 i Calgary, var en kanadensisk ishockeyspelare på amatörnivå.

## Karriär
Billy McGimsie spelade som centerforward för Rat Portage Thistles och Kenora Thistles i Manitoba & Northwestern Hockey Association och Manitoba Hockey Association åren 1901–1907. Säsongen 1904–05 ledde han Manitoba & Northwestern Hockey Association med 28 mål på åtta spelade matcher.
I Rat Portage Thistles och Kenora Thistles spelade McGimsie med bland annat Tommy Phillips, Si Griffis och Tom Hooper och laget utmanade Ottawa Senators om Stanley Cup 1903 och 1905, dock utan att vinna pokalen. I januari 1907 utmanade Kenora Thistles om Stanley Cup, denna gången mot Montreal Wanderers. Thistles, som hade lånat in backen Art Ross, vann med siffrorna 4-2 och 8-6 efter bland annat sju mål av Tommy Phillips.
McGimsie avslutade sin karriär efter att ha ådragit sig en axelskada i en träningsmatch mot Ottawa. 1962 valdes han in i Hockey Hall of Fame.

## Statistik
MNWHA = Manitoba & Northwestern Hockey Association, MHL = Manitoba Hockey Association
| 1901–02            | Rat Portage Thistles | MNWHA              | 4  | 8  | 0 | 8  | 0 | — | — | — | — | — |
| 1902–03            | Rat Portage Thistles | MNWHA              | 4  | 10 | 0 | 10 | — | — | — | — | — | — |
|                    |                      | Stanley Cup        | —  | —  | — | —  | — | 2 | 3 | 0 | 3 | — |
| 1903–04            | Rat Portage Thistles | MNWHA              | 11 | 14 | 2 | 16 | — | — | — | — | — | — |
| 1904–05            | Rat Portage Thistles | MHL                | 8  | 28 | 0 | 28 | 3 | — | — | — | — | — |
|                    |                      | Stanley Cup        | —  | —  | — | —  | — | 3 | 0 | 0 | 0 | — |
| 1905–06            | Kenora Thistles      | MHL                | 9  | 21 | 0 | 21 | — | — | — | — | — | — |
| 1906–07            | Kenora Thistles      | MHL                | 2  | 2  | 0 | 2  | — | — | — | — | — | — |
|                    |                      | Stanley Cup        | —  | —  | — | —  | — | 2 | 1 | 0 | 1 | 8 |
| MNWHA + MHL totalt | MNWHA + MHL totalt   | MNWHA + MHL totalt | 38 | 83 | 2 | 85 | 3 | — | — | — | — | — |
| Stanley Cup totalt | Stanley Cup totalt   | Stanley Cup totalt | —  | —  | — | —  | — | 7 | 4 | 0 | 4 | 8 |

## Meriter
- Stanley Cup – 1907